# 正木義太

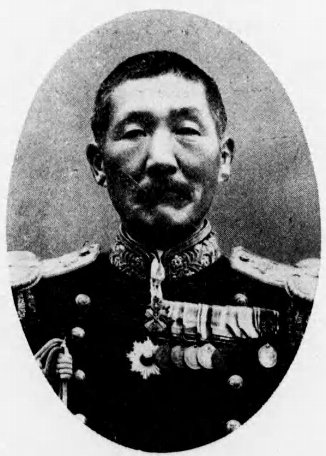
正木義太

正木 義太（まさき よしもと、1871年12月7日（明治4年10月25日） - 1934年（昭和9年）10月29日）は、日本の海軍軍人。最終階級は海軍中将。

## 経歴
広島県佐伯郡玖波村（現・大竹市玖波)の豪農正木富次と長谷川シモの次男として生まれる。正木家は伊予松前城発祥の家系で、関ヶ原の戦い後福島正則の家臣となったが、改易されたため帰農した。父の富次は、同町の正則後裔という福島家から正木庄蔵の養子となっている。
（明治27年）11月、海軍兵学校（21期）を卒業し、少尉候補生として「大和」に乗り組み日清戦争に出征。1895年（明治28年）12月に海軍少尉に任官し佐世保鎮守府海兵団分隊士となる。
1899年（明治32年）9月、「比叡」分隊長兼航海長（豪州回航）となり、「鳥海」分隊長、同航海長、呉水雷団第2水雷艇隊艇長、「橋立」分隊長、艦政本部副官などを歴任。1903年（明治36年）5月、「富士」分隊長に異動し、海兵航海術教官兼監事、「高砂」分隊長を経て、1904年（明治37年）1月、「高砂」砲術長に発令され日露戦争に出征。同年2月から3月にかけて旅順港閉塞作戦に第一回閉塞隊武揚丸、第二回閉塞隊米山丸指揮官として参加。同年4月、佐世保鎮守府付となり、海兵砲術教官兼監事に転じ、1905年（明治38年）8月、海軍少佐に昇進。
1906年（明治39年）1月から海軍大学校で選科学生として学び、同年4月、砲術練習所教官兼分隊長に着任。1907年（明治40年）9月、海軍教育本部員となり、さらに海軍砲術学校教官を兼ね、1909年（明治42年）10月、海軍中佐に進級。同年12月、「薩摩」砲術長に就任し、兼横須賀海軍工廠艤装員となり、造兵監督官（イギリス出張）、艦政本部艤装員兼造兵監督官、造兵監督官兼英国駐在、「金剛」副長兼艦政本部艤装員、造兵監督官を歴任。
1913年（大正2年）11月、海軍省出仕となり、横須賀鎮守府付、艦政本部員を経て、1914年（大正3年）9月、第2艦隊付兼重砲隊指揮官に発令され、第一次世界大戦に出征し青島の戦いに参戦。同年12月、海軍大佐に昇進し「橋立」艦長に就任。
1915年（大正4年）2月、海兵教頭兼監事長に就任。1917年（大正6年）12月、戦艦「河内」艦長に異動したが、1918年（大正7年）7月、「河内」は徳山湾で火薬庫の爆発事故により爆沈した。同年9月、呉鎮守府付となり、呉海兵団長兼「石見」艦長を経て、1920年（大正9年）12月、海軍少将に進級し呉鎮守府参謀長に就任。
1922年（大正11年）12月、舞鶴海軍工廠長に転じ、舞鶴要港部工作部長（舞鶴鎮守府の要港部への降格に伴うもの）を経て横須賀海軍工廠長となり、1924年（大正13年）12月、海軍中将に進んだ。1925年（大正14年）4月、軍令部出仕となり、同年7月に待命、そして12月予備役に編入された。昭和9年10月29日没。戒名は太徳院殿武揚日義大居士。池上本門寺に葬られた。

## 栄典
位階
- 1896年（明治29年）2月10日 - 正八位[2]
- 1898年（明治31年）3月8日 - 従七位[3]
- 1899年（明治32年）10月31日 - 正七位[4]
- 1904年（明治37年）11月11日 - 従六位[5]
- 1909年（明治42年）12月20日 - 正六位[6]
- 1915年（大正4年）2月10日 - 従五位[7]
- 1920年（大正9年）3月20日 - 正五位[8]
- 1924年（大正13年）12月27日 - 従四位[9]
- 1925年（大正14年）12月28日 - 正四位[10]

勲章等
- 1895年（明治28年）11月18日 - 勲六等瑞宝章[11]
- 1902年（明治35年）5月10日 - 明治三十三年従軍記章[12]
- 1906年（明治39年）4月1日 - 功四級金鵄勲章・勲四等旭日小綬章・明治三十七八年従軍記章[13]
- 1921年（大正10年）7月1日 - 第一回国勢調査記念章[14]
- 1925年（大正14年）1月27日 - 勲二等瑞宝章[15]

## 親族
海軍大佐正木生虎は長男（海兵51期）、正木亮（刑法学者）は実弟。